# Bence Ötvös
Bence Ötvös (Nyíregyháza, 13 marzo 1998) è un calciatore ungherese, centrocampista del Paks.

## Carriera
Cresciuto nelle giovanili del Nyíregyháza, ha esordito in prima squadra il 26 febbraio 2017 disputando l'incontro di Nemzeti Bajnokság II perso 3-1 contro lo Zalaegerszeg. Dal luglio al dicembre 2017 ha giocato in prestito al Cigánd, formazione della terza divisione ungherese. All'inizio del 2018 fa rientro al Nyíregyháza, dove gioca 73 colleziona e 9 reti, tutte nella seconda divisione ungherese. All'inizio del 2021 viene girato in prestito al Kisvárda, club della massima serie ungherese, fino al termine della stagione; nell'estate successiva viene acquistato a titolo definitivo.

## Statistiche

### Presenze e reti nei club
Statistiche aggiornate al 28 dicembre 2021.
| Stagione           | Squadra            | Campionato         | Campionato | Campionato | Coppe nazionali | Coppe nazionali | Coppe nazionali | Coppe continentali | Coppe continentali | Coppe continentali | Altre coppe | Altre coppe | Altre coppe | Totale | Totale |
| Stagione           | Squadra            | Comp               | Pres       | Reti       | Comp            | Pres            | Reti            | Comp               | Pres               | Reti               | Comp        | Pres        | Reti        | Pres   | Reti   |
| ------------------ | ------------------ | ------------------ | ---------- | ---------- | --------------- | --------------- | --------------- | ------------------ | ------------------ | ------------------ | ----------- | ----------- | ----------- | ------ | ------ |
| 2016-2017          | Nyíregyháza        | NB2                | 3          | 0          | CU              | 1               | 1               |                    | -                  | -                  |             | -           | -           | 4      | 1      |
| lug.-dic. 2017     | Cigánd             | NB3                | ?          | ?          | CU              | 2               | 0               |                    | -                  | -                  |             | -           | -           | 2      | 0      |
| gen.-giu. 2018     | Nyíregyháza        | NB2                | 10         | 0          |                 | -               | -               |                    | -                  | -                  |             | -           | -           | 10     | 0      |
| 2018-2019          | Nyíregyháza        | NB2                | 25         | 1          | CU              | 0               | 0               |                    | -                  | -                  |             | -           | -           | 25     | 1      |
| 2019-2020          | Nyíregyháza        | NB2                | 21         | 3          | CU              | 2               | 0               |                    | -                  | -                  |             | -           | -           | 23     | 3      |
| lug.-dic. 2020     | Nyíregyháza        | NB2                | 17         | 5          | CU              | 1               | 1               |                    | -                  | -                  |             | -           | -           | 18     | 6      |
| Totale Nyíregyháza | Totale Nyíregyháza | Totale Nyíregyháza | 73         | 9          |                 | 4               | 2               |                    | -                  | -                  |             | -           | -           | 77     | 11     |
| gen.-giu. 2021     | Kisvárda           | NB1                | 14         | 1          | CU              | 3               | 1               |                    | -                  | -                  |             | -           | -           | 17     | 2      |
| 2021-2022          | Kisvárda           | NB1                | 15         | 0          | CU              | 2               | 0               |                    | -                  | -                  |             | -           | -           | 17     | 0      |
| Totale Kisvárda    | Totale Kisvárda    | Totale Kisvárda    | 29         | 1          |                 | 5               | 1               |                    | -                  | -                  |             | -           | -           | 34     | 2      |
| Totale carriera    | Totale carriera    | Totale carriera    | 105        | 10         |                 | 11              | 3               |                    | -                  | -                  |             | -           | -           | 116    | 13     |

## Palmarès

### Club

#### Competizioni nazionali
- Coppa d'Ungheria: 1

Paks: 2024-2025